# Einmal keine Sorgen haben
 (avril 2023).
Si vous disposez d'ouvrages ou d'articles de référence ou si vous connaissez des sites web de qualité traitant du thème abordé ici, merci de compléter l'article en donnant les références utiles à sa vérifiabilité et en les liant à la section « Notes et références ».
Pour plus de détails, voir Fiche technique et Distribution.
Einmal keine Sorgen haben (en français, Ne vous inquiétez pas) est un film germano-autrichien réalisé par Georg Marischka sorti en 1953.
Il s'agit d'une adaptation de la pièce de Johann Nestroy Einen Jux will er sich machen.

## Synopsis
L'épicier Zangler veut emmener sa fiancée Madame Knorr se marier en ville. Peu avant de partir, il la présente au vieux Melchior comme une nouvelle femme de chambre et l'envoie en ville. Zangler annonce que son petit commis Weinberl deviendra un compagnon après le mariage. Il est moins généreux envers sa nièce Marie. Elle aime le jeune Gustav Sanders, qui n'est pas un bon parti aux yeux de Zangler, même s'il a des parents riches en Suède. Tandis que Zangler part, Marie et Gustav fuient vers la ville, où ils veulent trouver un abri chez les parents de Sanders ou au consulat suédois. Le consulat est cependant fermé et les parents sont absents. Ils vont au théâtre.
Weinberl et l'apprenti Christopherl sont également en ville. Weinberl a décidé de faire une blague en l'absence de son maître et en vue de sa promotion qui lui donnera plus tard moins de liberté. Il s'habille bien avec Christoperl, marche dans les rues de la ville et va manger. Quand ils voient Zangler, ils fuient dans la maison, où la future épouse de Zangler, Madame Knorr, travaille comme commerçante de mode. Ils font semblant de vouloir choisir des vêtements pour une dame. La dame est Mme Fischer, le premier nom auquel Mme Knorr réagit, car elle a des clients de ce nom. Weinberl prétend être mariée à Mme von Fischer. Elle apparaît peu de temps après avec Mme Knorr, joue le jeu de Weinberl, et laisse Mme Knorr et lui et Christopher d'abord aller au théâtre et plus tard à un restaurant.
Au théâtre, M. Zangler et Melchior sont également venus chercher Marie et Gustav. En fin de compte, les deux hommes débarquent dans le restaurant, où ils prennent place à la table à côté de Weinberl, Christopherl et les dames. Weinberl et Christopherl réussissent à s'échapper, mais ils atterrissent dans le pensionnat des filles, où Christopherl est retenu pour Marie. Gustav apparaît également dans la pension pour sauver Marie, alors que Zangler semble prendre Marie avec lui. On arrive à une grande confusion. En fin de compte, Marie et Gustav réussissent à s'échapper, même si les deux reconnaissent qu'il leur manque des documents pour un mariage rapide, qui sont toujours dans le bureau de Zangler. Ils reviennent au magasin. Weinberl et Christopherl sont cependant démasqués par Mme von Fischer qui ne les dénonce pas. Elle les aide à s'échapper, et tous les deux se dépêchent de revenir au magasin avant Zangler. Au magasin, ils découvrent deux cambrioleurs - l'ancienne gouvernante de Zangler et son frère. Weinberl, Marie et Gustav réussissent à mettre en fuite les cambrioleurs. Zangler ne veut pas accepter un mariage de Marie et Gustav. Ce n'est que lorsque Mme Knorr est d'accord que Zangler accepte un mariage. Weinberl n'est pas soupçonné d'être maltraité par Zangler, puisqu'il était officiellement dans le magasin tout le temps et a chassé le cambrioleur, mais il veut démissionner volontairement, car à la fin tout se révélerait. Tout à coup Mme von Fischer, qui a perdu son cœur pour Weinberl, apparaît et le tire finalement dans la voiture.

## Fiche technique
- Titre : Einmal keine Sorgen haben
- Réalisation : Georg Marischka assisté de Fred Solm (de)
- Scénario : Georg Marischka, Hans Weigel
- Musique : Oscar Straus
- Direction artistique : Fritz Jüptner-Jonstorff, Alexander Sawczynski
- Costumes : Herta Hareiter
- Photographie : Friedl Behn-Grund
- Son : Max Vernoiy
- Montage : Irene Tomschik
- Production : Günther Stapenhorst
- Sociétés de production : Carlton-Film
- Société de distribution : International Film
- Pays d'origine :  Allemagne de l'Ouest,  Autriche
- Langue : allemand
- Format : Noir et blanc - 1,37:1 - Mono - 35 mm
- Genre : Comédie
- Durée : 90 minutes
- Dates de sortie :
  - Allemagne de l'Ouest : 21 mai 1953.
  - Autriche : 22 mai 1953.
  - France : 27 mai 1955[1].
  - Allemagne de l'Est : 27 juillet 1956.

## Distribution
- Fritz Imhoff : M. Zangler
- Paula Pfluger : Madame Knorr
- Wera Frydtberg (de) : Marie
- Ernst Stankovski (de) : Gustav Sanders
- Walter Müller : Weinberl
- Walter Koch : Christopherl
- Hans Moser : Melchior
- Nadja Tiller : Mme von Fischer
- Alma Seidler : Mme Blumenblatt
- Helmut Qualtinger: Kraps
- Hugo Gottschlich: Rab
- Hertha Martin : Philippine
- Adi Berber : Nestroy, le gardien
- Elvira Weigel (de) : Lisette
- Heinz Conrads : Sansquartier